# Geneze
Geneze este un film românesc din 1972 regizat de Slavomir Popovici.